# Heinrich Moritz Reichelt
Heinrich Moritz Reichelt (* 1813 in Großvoigtsberg; † 10. Mai 1886 in Schwarzenberg) war ein sächsischer Markscheider, Lehrer an der Bergschule und aufgrund seiner großzügigen Sachspenden nach der Stadtbrand von 1867 Ehrenbürger der Stadt Johanngeorgenstadt.

## Leben und Wirken
Reichelt war der Sohn des Obersteigers Johann Friedrich Reichelt und wurde im Huthaus der Grube Ursula in Großvoigtsberg bei Freiberg geboren. Wie der Vater wurde auch er nach dem Schulbesuch Bergmann und studierte anschließend in den Jahren 1830–1834 an der Bergakademie Freiberg. Anschließend belegte er einen praktischen Kurs im Bergrevier Freiberg, bevor er nach dem Ausscheiden von William Tröger eine Lehrerstelle an der Bergschule Johanngeorgenstadt in der Amtshauptmannschaft Schwarzenberg erhielt. Zeitgleich war er dort als Markscheidergehilfe, später als Vize-Markscheider und zuletzt als Markscheider in der Amtsstadt Schwarzenberg tätig. 1852 wurde er zum stellvertretenden Vorsitzenden des Revierausschusses der vereinigten Bergamtsreviere in Johanngeorgenstadt ernannt.
Nachdem am 19. August 1867 sein Wirkungsort Johanngeorgenstadt das Opfer einer Brandkatastrophe geworden war, ließ Heinrich Moritz Reichelt bei der Glockengießerfirma von Johann Gotthelf Große in Dresden die Anfertigung einer neuen Bergglocke in Auftrag geben, die am Heiligabend 1867 feierlich geweiht wurde. Im Anschluss daran stiftete er einen neuen Taufstein für die Stadtkirche Johanngeorgenstadt. Daraufhin wurde er im Jahre 1869 zum Ehrenbürger von Johanngeorgenstadt ernannt.
1869 veröffentlichte er unter dem Titel Bergmannsleben eigene bergmännische Dichtungen, die er bei Goedsche in Schneeberg verlegen ließ.
1873 äußerte er sich in der Berg- und Hüttenmännischen Zeitung über das vom Markscheider Lehmann in Zellerfeld adoptierte Hilfsinstrument zum Markscheiden bei Magneteinflüssen.

## Familie
Heinrich Moritz Reichelt heiratete Melanie geborene Racle, die Tochter eines Uhrmachers aus Neuchâtel.